# ثلاث فتيات ذكيات (فلم)
ثلاث فتيات ذكيات (بالإنجليزية: Three Smart Girls) هو فيلم كوميدي تم إنتاجه في الولايات المتحدة وصدر في سنة 1936.

## ترشيحات وجوائز
| السنة | الحدث  | الفئة     | النتيجة |
| ----- | ------ | --------- | ------- |
|       | أوسكار | أفضل فيلم | ترشـيـح |

## وصلات خارجية
- مقالات تستعمل روابط فنية بلا صلة مع ويكي بيانات